# Alexandr IV.
Alexandr IV. (lat. Alexander IV.; asi 1199 nebo kolem roku 1185 – 25. května 1261), narozen jako Rinaldo di Jenne, byl papežem od 12. prosince 1254 do 25. května roku 1261.

## Život
Byl jmenovan kardinálem-komořím. Tuto funkci nezastával v okamžiku zvolení papežem. V roce 1260 legitimizoval Mikuláše, levobočného syna českého krále Přemysla Otakara II. a Anežky z Kuenringu, a jeho dvě sestry s podmínkou, že Mikuláš a jeho potomci ztratí právo na českou královskou korunu.

## Odkazy

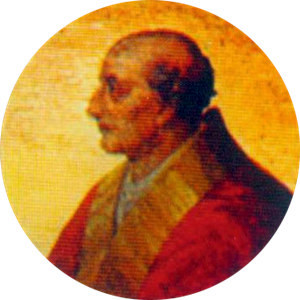
Portrét papeže Alexandra IV. v bazilice sv. Pavla za hradbami